# فناگلیکودول
فناگلیکودول (انگلیسی: Phenaglycodol) یک مسکن یا آرام بخش که دارای خواص ضد اضطراب و ضد تشنج است. از نظر دارویی با مپروبامات مرتبط است، اگرچه کاربامات نیست.